# Юшкевич Адольф Павлович
Адо́льф (Андрі́й) Па́влович Юшке́вич (2 червня 1906, Одеса — 17 липня 1993, Москва) — радянський російський історик науки, зокрема, математики. Член низки зарубіжних академій і наукових товариств. Автор понад 200 наукових робіт із історії математики. Видавець праць багатьох класиків математики.
Закінчив Московський університет (1929). У 1930—52 роках працював у Московській вищій техн. школі (з 1940 її професор). Від 1945 працює в Інституті історії природознавчих наук і техніки AH CCCP, член Міжнародної академії природознавчих наук (з 1960, у 1965 — 68 її президент).
Вважається засновником історично-наукової школи в СССР. Основні напрями досліджень: історія математики Середньовіччя, зокрема Близького і Далекого Сходу; історія математики Росії; історія математичного аналізу. Редактор збірників творів різних вчених, у тому числі українського математика Михайла Остроградського (1961); в 1965 опублікував статті Остроградського з математичної фізики, що зберігалися в Французькій академії.
Бібліотека Юшкевича після його смерті передана у Інститут історії природознавства і техніки ім. С. І. Вавілова РАН.